# Kraków-Saloniki
Kraków-Saloniki è un album in studio collaborativo dei cantanti polacchi Maja Sikorowska e Andrzej Sikorowski, padre e figlia, pubblicato il 28 ottobre 2005 su etichetta discografica Pomaton EMI e distribuito dalla Warner Music Poland.
L'album è cantato in lingua polacca e in lingua greca: Maja ha infatti studiato all'Università Aristotele di Salonicco prima della sua registrazione.

## Tracce
1. Kraków-Saloniki – 3:28
2. Głos z oddali – 4:03
3. Kathrevtīs – 4:33
4. Zabierz mnie hen... – 4:33
5. Rajskie jabłuszko – 4:19
6. Liga psichoula agapīs sou gyrevō – 2:43
7. Jakby z Louisem A. – 4:18
8. Urodzona do bitwy – 5:01
9. Mia mera meta – 4:16
10. I nic i nic – 3:52
11. Strążyska, Giewont i księżyc – 3:30
12. Gia ena tango – 4:16
13. Koledzy taty – 3:39
14. Tī sou 'kana kai pineis – 3:29
15. Przestroga dla córki – 3:20

## Classifiche
| Classifica (2005) | Posizione massima |
| ----------------- | ----------------- |
| Polonia           | 29                |